# سیارک ۵۶۴
سیارک ۵۶۴ (به انگلیسی: 564 Dudu، نامگذاری:1905QM) پانصد و شصت و چهارمین سیارک کشف شده‌است که در ۹ مه ۱۹۰۵ و در هایدلبرگ کشف شد.
قدر مطلق سیارک برابر ۱۰٫۴۳ است.